# ألفريدو فلوريستان سامانيس
ألفريدو فلوريستان سمانيس (أرغيداس، 26 أكتوبر 1921 – توريودونيس، 8 أكتوبر 2009) كان جغرافيًا وأستاذًا جامعيًا وكاتبًا إسبانيًا. كان له دور حاسم في إدخال الجغرافيا الإقليمية ذات الطابع الفرنسي إلى إسبانيا، كما كان رائدًا في دراسة جغرافية إقليم نافارا (انظر: مقاطعات نافارا)، حيث عكس في أبحاثه التباينات في المناظر الطبيعية، والتنظيم الاجتماعي، وأساليب استغلال الأراضي، مبرزًا القرب الشديد بين المناظر الطبيعية المتوسطية – التي تصل أحيانًا إلى أقصى درجات القسوة كما في منطقة بارديناس – والمناظر الأطلسية، وذلك في مسافة لا تتجاوز بضع عشرات الكيلومترات.
لقد كان اطلاعه العميق على منطقة بارديناس رياليس سمة ثابتة في إنتاجه البحثي منذ بداية مسيرته وحتى نهايتها.
هو شقيق عالم اللاهوت النافاري كاسيانو فلوريستان، ووالد المؤرخ ألفريدو فلوريستان إيميسكوس، وعالم الدراسات اليونانية خوسيه مانويل فلوريستان إيميسكوس، وعازفة البيانو ماريا فلوريستان إيميسكوس. أما ابن الأخيرة، وبالتالي حفيده، فهو عازف البيانو خوان لويس بيريث فلوريستان.

## تعليمه
أنهى دراسته في كلية الفلسفة والآداب بجامعة سرقسطة عام 1945، وبعد أربع سنوات نال درجة الدكتوراه في التاريخ من جامعة مدريد، بأطروحة بعنوان "لا ريبيرا توديلانا دي نافارا". وقد حصلت هذه الأطروحة على جائزة "مينينديث بيلايو" عام 1950، الممنوحة من قبل المجلس الأعلى للبحوث العلمية (CSIC). ونُشر هذا العمل في العام التالي من قبل مؤسسة برينثيبي دي فيانا في بامبلونا، ومعهد إلكانو في سرقسطة، مع مقدمة كتبها خوسيه مانويل كاساس توريس.

## مهنته
عمل أستاذًا مساعدًا لمادة الجغرافيا في جامعة سرقسطة، وفي عام 1949، وخلال فترة إقامته البحثية في جامعة بوردو بفرنسا بمنحة من مؤسسة روكفلر، شغل منصب أستاذ مساعد في معهد الجغرافيا التابع لها خلال العام الأكاديمي 1949-1950. وهناك أتيحت له الفرصة للتعرف على جيل واسع من الجغرافيين الفرنسيين الرواد، مثل لويس بابي، بارير، أونخالبار، ولاسير، وكذلك الاطلاع على المدارس التي أسسها بول فيدال دو لا بلاش، إيمانويل دو مارتون، وألبير دمانجون. وقد مهّد دراسته للحياة الريفية في منطقة اللاند لإبراز اهتمامَين علميَّين كبيرين سيكونان محور أبحاثه لاحقًا: الجغرافيا الزراعية، والدراسات المحلية والبلدية.
في عام 1950، جعلته أطروحته "لا ريبيرا توديلانا" يستحق مرة أخرى جائزة "مينينديث بيلايو" الوطنية التي منحها المجلس الأعلى للبحوث العلمية، والتي نُشرت في سرقسطة في العام التالي بالتعاون مع مؤسسة برينثيبي دي فيانا.
وفي عام 1955، حصل على كرسي الجغرافيا بجامعة غرناطة، حيث عمل لنحو ثلاث سنوات، قبل أن يعود، بمجرد أن سنحت له الفرصة، إلى جامعة سرقسطة عبر النقل الوظيفي. وهناك تعاون مجددًا مع خوسيه مانويل كاساس توريس، الذي كان قد عمل معه سابقًا في إعداد "الببليوغرافيا الجغرافية لأراغون" عام 1946.
ومنذ عام 1961، شغل منصب أستاذ كرسي في جامعة نافارا حتى تقاعده، أي لمدة تقارب أربعين عامًا، وخلال هذه الفترة أسّس قواعد القسم الجديد للجغرافيا، مما جعله أبرز باحث ومرجع في دراسة ونشر جغرافية إقليم نافارا.
وفي عام 1989، حصل على الميدالية الذهبية لنافارا، وفي عام 1992 مُنح لقب "الابن البار" لمسقط رأسه، أرغيداس.
في منتصف أربعينيات القرن العشرين، وبالتعاون مع سلفادور مينسوا فرنانديث، قام بإعداد تقسيم جغرافي لإقليم نافارا إلى مقاطعات، حظي بقبول واسع واستمرارية ملحوظة، كما كان له أثر بالغ في تنظيم وإدارة المساحة المشمولة بهذا التقسيم. وقد استندت المعايير الجغرافية المستخدمة أساسًا إلى التضاريس، والمناخ، والنباتات، والتاريخ.

## حياته الشخصية
كان متزوجًا من كارمن إيميسكوس، ورُزق منها بستة أبناء: ألفريدو، كارمينتشو، خوسيه مانويل، إلينا، ماريا، وخيسوس.

## أعماله
كتب فلوريستان سمانيس:
- "لا ريبيرا توديلانا دي نافارا" – مؤسسة برينثيبي دي فيانا، معهد إلكانو، 1951.
- "بيغانوس إي مارشبرِيم" – مساهمة في دراسة الحياة الريفية في منطقة اللاند في غاسكونيا (فرنسا)، المجلس الأعلى للبحوث العلمية (CSIC)، 1951.
- "الأطلس الكبير لنافارا، المجلد الأول: الجغرافيا" – صندوق ادخار نافارا، 1993.
- "جغرافية نافارا" – 3 مجلدات في 6 أجزاء: (1 الأرض؛ 2 البشر؛ 3 المقاطعات)، بامبلونا: جريدة نافارا، 1995.

## الجوائز
- عام 1950: حصل على جائزة "مينينديث بيلايو" الوطنية الممنوحة من قبل المجلس الأعلى للبحوث العلمية (CSIC) عن عمله "لا ريبيرا توديلانا".
- عام 1981: صدور كتاب "دراسات في الجغرافيا: تكريمًا لألفريدو فلوريستان" في بامبلونا، 495 صفحة، رقم الإيداع الدولي: ISBN 84-235-0531-6.
- عام 1989: نال الميدالية الذهبية لنافارا.
- عام 1992: مُنح لقب "الابن البار" لمسقط رأسه، أرغيداس.
- عام 1997: حصل على جائزة "زاهوري دي بلاتا" من جمعية إل بوسيكو.
- عام 2010: أطلقت بلدية بامبلونا اسمه على ساحة تقع جنوب حي لا ميلاجراثا.